# Harku
Harku (in tedesco Hark) è un comune rurale dell'Estonia settentrionale, nella contea di Harjumaa. Il centro amministrativo del comune è il borgo (alevik) di Tabasalu (in tedesco Tapsal), con circa 3 200 abitanti, a 13 km a ovest della capitale Tallinn.

## Località
Accanto al capoluogo, il comune comprende un altro borgo, Harku, e 21 località (külad), tutte indicate in passato con il loro nome tedesco:
- Adra (Adders)
- Harkujärve (Harkojärw)
- Humala (Hommeln)
- Ilmandu (Ilamndes)
- Kumna (Kummelden)
- Kütke (Küttke)
- Laabi (Laab)
- Liikva (Lickwa)
- Muraste (Morras)
- Naage (Nahhe)
- Rannamõisa (Fischmeister)
- Suurupi (Surrop)
- Sõrve (Wogensruhe)
- Tiskre (Tischer)
- Tutermaa (Tuterma)
- Türisalu (Türgisal)
- Vahi (Franzenhütte)
- Vaila (Waila)
- Viti (Wittenpöwel)
- Vääna (Faehna)
- Vääna-Jõesuu (Jöggiso bei Faehna)

## Amministrazione

### Gemellaggi
- Eura